# هوغو ستيغليتز
هوغو ستيغليتز (بالإسبانية: Hugo Stiglitz)‏ (و. 1940  م) هو مخرج أفلام، وكاتب سيناريو، وممثل تلفزي، وممثل أفلام مكسيكي، ولد في مدينة مكسيكو.

## وصلات خارجية
- هوغو ستيغليتز على موقع IMDb (الإنجليزية)
- هوغو ستيغليتز على موقع ألو سيني (الفرنسية)
- هوغو ستيغليتز على موقع أول موفي (الإنجليزية)
- هوغو ستيغليتز على موقع قاعدة بيانات الفيلم (الإنجليزية)
- هوغو ستيغليتز على موقع كينوبويسك (الروسية)